# Grace Ambrose
Grace Ambrose, née le 23 juin 1996 en Italie, est une actrice italienne.

## Biographie
Née à Rome d'une maman américaine et d'un papa d'ascendance britannique, Grace Eleanor Ambrose a lancé sa carrière d'actrice à l'âge de 13 ans en jouant dans de nombreuses pièces de théâtre, mais en tournant également dans de nombreux spots publicitaires. En 2024, elle joue le rôle d'Emily dans le thriller romantique italien Here Now. En 2025, on la retrouve dans le rôle de Paloma Ballardino dans la deuxième saison de la série britannique The Buccaneers.

## Filmographie

### Cinéma
- 2006 : La vera storia di Luisa Bonfanti
- 2017 : La voce del lupo
- 2019 : Compromessi sposi : Ilenia
- 2019 : Il primo Natale : Noa
- 2023 : Amen
- 2024 : Here Now : Emily

### Télévision
- 2017 : Tilt
- 2018 : Una pallottola nel cuore
- 2020 - 2022 : Le Paradis des Dames
- 2023 : Non ci resta che il crimine - La serie[4].
- 2025 : The Buccaneers : Paloma Ballardino